# زیگفرید گرابنر
زیگفرید گرابنر (انگلیسی: Siegfried Grabner؛ زادهٔ ۴ فوریهٔ ۱۹۷۵) اسنوبردسوار اهل اتریش است.